# Вояджер
«Во́яджер» (англ. Voyager, буквально — «Путешественник») — название двух американских космических зондов, запущенных в 1977 году, а также проекта по исследованию дальних планет Солнечной системы с участием аппаратов данной серии.
Всего было создано и отправлено в космос два аппарата серии «Вояджер»: «Вояджер-1» и «Вояджер-2». Аппараты были созданы в Лаборатории реактивного движения (англ. Jet Propulsion Laboratory — JPL) НАСА. Проект считается одним из самых успешных и результативных в истории межпланетных исследований — оба «Вояджера» впервые передали качественные снимки Юпитера и Сатурна, а «Вояджер-2» впервые достиг Урана и Нептуна. «Вояджеры» стали третьим и четвёртым космическими аппаратами, план полёта которых предусматривал вылет за пределы Солнечной системы (первыми двумя были «Пионер-10» и «Пионер-11»). Первым в истории аппаратом, достигшим границ гелиосферы и вышедшим за её пределы, стал «Вояджер-1».
Аппараты серии «Вояджер» — это высокоавтономные роботы, оснащённые научными приборами для исследования внешних планет, а также собственными энергетическими установками, ракетными двигателями, компьютерами, системами радиосвязи и управления. Общая масса каждого аппарата — около 721 кг.

## Проект «Вояджер»
Проект «Вояджер» — один из самых выдающихся экспериментов, выполненных в космосе в последней четверти XX века. Планеты-гиганты слишком далеки для наземных средств наблюдения, поэтому отснятые «Вояджерами» в окрестностях этих планет изображения и сделанные измерения до сих пор имеют большую научную ценность.
Идея проекта впервые появилась в середине 1960-х, когда студент-интерн Гэри Флэндро рассчитал возможность достижения внешних планет с использованием гравитационного манёвра около Юпитера. В 1966 году он опубликовал работу, в которой обратил внимание, что в конце 1970-х годов представляется удачная возможность для облёта сразу четырёх внешних планет Солнечной системы (Юпитера, Сатурна, Урана и Нептуна) одним космическим аппаратом, благодаря их редкому сближению на орбитах.
В 1969 году НАСА выдвинуло амбициозный проект под названием «Grand Tour (Большое путешествие)», предусматривавший отправку двух космических аппаратов по траектории Юпитер — Сатурн — Плутон и ещё двух по траектории Юпитер — Уран — Нептун. Однако агентство не получило достаточного финансирования для его подготовки. В результате проект был пересмотрен: из него были официально исключены Уран, Нептун и Плутон, а число запусков сокращено до двух космических аппаратов хорошо отработанного класса «Mariner». Рабочее название программы «Mariner Jupiter-Saturn» было заменено на «Вояджер» незадолго до запуска.
Благодаря тому, что все планеты-гиганты удачно расположились в сравнительно узком секторе Солнечной системы («парад планет»), было возможно использование гравитационных манёвров для облёта всех внешних планет, за исключением Плутона. Поэтому траектория полёта была рассчитана исходя из этой возможности, хотя официально изучение Урана и Нептуна не вошло в программу миссии (для гарантированного достижения этих планет потребовалось бы строительство более дорогих аппаратов с более высокими характеристиками по надёжности).
После того, как «Вояджер-1» успешно выполнил программу исследования Сатурна и его спутника Титана, было принято окончательное решение направить «Вояджер-2» к Урану и Нептуну. Для этого пришлось слегка изменить его траекторию, отказавшись от близкого пролёта около Титана.

## Научное оснащение аппарата
- Телевизионные камеры чёткостью 800 строк; используются специальные видиконы с памятью. Считывание одного кадра требует 48 с.
  - широкоугольная (поле около 3°), фокусное расстояние 200 мм;
  - узкоугольная (0,4°), фокусное расстояние 500 мм;
- Спектрометры:
  - Инфракрасный, диапазон от 4 до 50 мкм;
  - Ультрафиолетовый, диапазон 50—170 нм;
- Фотополяриметр;
- Плазменный комплекс:
  - детектор плазмы;
  - детектор заряженных частиц низких энергий;
  - детектор космических лучей;
  - магнитометры высокой и низкой чувствительности;
  - приёмник плазменных волн.

## Энергооснащение аппарата
В отличие от космических аппаратов, исследующих внутренние планеты, «Вояджеры» не могли использовать солнечные батареи, так как по мере удаления аппаратов от Солнца поток солнечного излучения становится слишком мал — например, вблизи орбиты Нептуна он примерно в 900 раз меньше, чем на орбите Земли.
Источником электроэнергии являются три радиоизотопных термоэлектрических генератора (РИТЭГа). Топливом в них служит плутоний-238 (в отличие от плутония-239, используемого в ядерном оружии); их мощность в момент старта космического аппарата составляла примерно 470 ватт при напряжении 30 вольт постоянного тока. Период полураспада плутония-238 составляет примерно 87,74 года, и генераторы, использующие его, теряют 0,78 % своей мощности в год. В 2006 году, спустя 29 лет после запуска, такие генераторы должны иметь мощность только 373 Вт, то есть около 79,5 % от исходной. Кроме того, биметаллическая термопара, которая преобразует тепло в электричество, также теряет эффективность, и реальная мощность будет ещё ниже. На 11 августа 2006 года мощность генераторов «Вояджера-1» и «Вояджера-2» снизилась до 290 и 291 Вт соответственно, то есть составила около 60 % от мощности на момент запуска. Эти показатели лучше, чем предполётные предсказания, основанные на консервативной теоретической модели деградации термопары. С падением мощности приходится сокращать энергопотребление космического аппарата, что ограничивает его функциональность.

## Технические проблемы «Вояджера-2» и их решение
Полёт «Вояджера-2» продлился гораздо дольше, чем было запланировано. В связи с этим после пролёта Юпитера учёным, сопровождавшим миссию, пришлось решить огромное количество технических проблем. Заложенные изначально правильные подходы к конструированию аппаратов позволили это сделать. К наиболее значимым и успешно решённым проблемам можно отнести:
- выход из строя автоматической подстройки частоты гетеродина. Без автоматической подстройки приёмник может принимать лишь сигналы в пределах собственной полосы пропускания, которая составляет менее 1/1000 нормального её значения. Даже доплеровские сдвиги от суточного вращения Земли превышают её в 30 раз. Оставался единственный выход из положения — каждый раз рассчитывать новое значение передаваемой частоты и подстраивать наземный передатчик так, чтобы после всех сдвигов сигнал как раз попадал в полосу пропускания приемника. Это и было сделано — компьютер теперь включён в контур передатчика[7].
- выход из строя одной из ячеек оперативной памяти бортовой ЭВМ — программу удалось переписать и загрузить так, что неисправный бит перестал влиять на неё;
- на определённом участке полёта применявшаяся система кодирования управляющего сигнала уже переставала отвечать требованиям достаточной помехозащищённости из-за ухудшения отношения сигнал/шум. В бортовую ЭВМ была загружена новая программа, осуществлявшая кодирование гораздо более защищённым кодом (был применён двойной код Рида — Соломона).
- при пролёте плоскости колец Сатурна бортовая поворотная платформа с телекамерами была заклинена, вероятно, частицей этих колец. Осторожные попытки поворота её несколько раз в противоположные стороны позволили, в конце концов, разблокировать платформу;
- падение мощности питающих изотопных элементов потребовало составления сложных циклограмм работы бортового оборудования, часть которого начали время от времени отключать, чтобы предоставить другой части достаточно электроэнергии;
- незапланированное вначале удаление аппаратов от Земли потребовало многократной модернизации наземного приёмо-передающего комплекса, чтобы принимать слабеющий сигнал[8].

## Послание внеземным цивилизациям
К борту каждого «Вояджера» прикрепили круглую алюминиевую коробку, положив туда позолоченный видеодиск. На диске 115 слайдов, на которых собраны важнейшие научные данные, виды Земли, её континентов, различные ландшафты, сцены из жизни животных и человека, их анатомическое строение и биохимическая структура, включая молекулу ДНК.
В двоичном коде сделаны необходимые разъяснения и указано местоположение Солнечной системы относительно четырнадцати мощных пульсаров. В качестве «мерной линейки» указана сверхтонкая структура молекулы водорода (1420 МГц).
Кроме изображений, на диске записаны и звуки: шёпот матери и плач ребёнка, голоса птиц и зверей, шум ветра и дождя, грохот вулканов и землетрясений, шуршание песка и океанский прибой.
Человеческая речь представлена на диске короткими приветствиями на 55 языках народов мира. По-русски сказано: «Здравствуйте, приветствую вас!». Особую главу послания составляют достижения мировой музыкальной культуры. На диске записаны произведения Баха, Моцарта, Бетховена, джазовые композиции Луи Армстронга, Чака Берри, народная музыка многих стран.
На диске записано также обращение Картера, который в 1977 году был президентом США. Вольный перевод обращения звучит так:
Этот аппарат создан в США, стране с населением 240 млн человек среди четырёхмиллиардного населения Земли. Человечество всё ещё разделено на отдельные нации и государства, но страны быстро идут к единой земной цивилизации.
Мы направляем в космос это послание. Оно, вероятно, выживет в течение миллиарда лет нашего будущего, когда наша цивилизация изменится и полностью изменит лик Земли… Если какая-либо цивилизация перехватит «Вояджер» и сможет понять смысл этого диска — вот наше послание:

Это — подарок от маленького далёкого мира: наши звуки, наша наука, наши изображения, наша музыка, наши мысли и чувства. Мы пытаемся выжить в наше время, чтобы жить и в вашем. Мы надеемся, настанет день, когда будут решены проблемы, перед которыми мы стоим сегодня, и мы присоединимся к галактической цивилизации. Эти записи представляют наши надежды, нашу решимость и нашу добрую волю в этой Вселенной, огромной и внушающей благоговение.
В 2015 году НАСА приняло решение выложить в интернет все звуки с золотой пластинки для зондов «Вояджеров». Ознакомиться с ними может любой желающий на сайте НАСА.
По мнению авторов американского телесериала «Жизнь после людей», за миллион лет «Вояджеры» значительно пострадают от взаимодействия с межзвёздной средой (молекулами межзвёздного газа, космической пылью и метеороидами). Аппараты в целом, вероятно, ещё сохранят узнаваемый облик, но золотые пластинки будут повреждены и непригодны для воспроизведения.

## Участие России в сеансах связи
В 1992 году Уссурийским центром дальней космической связи были проведены экспериментальные сеансы связи с «Вояджерами», находившимися на расстояниях более 5 миллиардов километров. Было проведено 10 сеансов приёма телеметрии и 5 сеансов доплеровских измерений длительностью несколько часов.

## Аппараты покидают Солнечную систему
После встречи с Нептуном траектория «Вояджера-2» отклонилась к югу. Теперь его полёт проходит под углом 48° к эклиптике, в южной полусфере. «Вояджер-1» поднимается над эклиптикой (начальный угол 38°). Аппараты навсегда покидают пределы Солнечной системы.
Технические возможности аппаратов таковы: энергии в радиоизотопных термоэлектрических батареях хватит для работы по минимальной программе примерно до 2025 года. Проблемой может стать возможная потеря Солнца солнечным датчиком, так как с большого расстояния Солнце становится всё более тусклым. Тогда направленный радиолуч отклонится от Земли, и приём сигналов аппарата станет невозможным. Это может произойти около 2030 года.
Теперь из научных исследований «Вояджеров» на первом месте — изучение переходных областей между солнечной и межзвёздной плазмой. «Вояджер-1» пересёк гелиосферную ударную волну (англ. termination shock) в декабре 2004 года на расстоянии 94 а.е. от Солнца. Информация, поступающая с «Вояджера-2», привела к новому открытию: хотя аппарат на тот момент ещё не достиг данной границы, но получаемые от него данные показали, что она асимметрична — её южная часть примерно на 10 а.е. ближе к Солнцу, чем северная (вероятное объяснение — влияние межзвёздного магнитного поля).
«Вояджер-2» пересёк гелиосферную ударную волну 30 августа 2007 года на расстоянии 84,6 а.е..
Ожидается, что аппараты пересекут гелиопаузу примерно через 10 лет после пересечения гелиосферной ударной волны.
На определённом расстоянии скорость солнечного ветра резко падает и перестаёт быть сверхзвуковой. Область (практически поверхность), в которой это происходит, называется границей ударной волны (англ. termination shock или termination shockwave). Это и есть граница, которую пересекли «Вояджеры». Можно считать её границей внутренней гелиосферы. По некоторым определениям, гелиосфера здесь и кончается.
«Вояджер-2» подтвердил, что гелиосфера — не идеальный шар, она сплющена: её южная граница находится ближе к Солнцу, чем северная. Кроме того, аппарат сделал ещё одно неожиданное наблюдение: торможение солнечного ветра за счёт противодействия межзвёздной среды должно было бы приводить к резкому повышению температуры и плотности плазмы ветра. Действительно, на границе ударной волны температура была выше, чем во внутренней гелиосфере, но всё равно разница в 10 раз меньше, чем ожидалось. Чем вызвано расхождение и куда уходит энергия, неизвестно.
28 ноября 2017 года на «Вояджере-1» были успешно опробованы 10-миллисекундными включениями четыре двигателя коррекции траектории MR-103, не включавшиеся более 37 лет ― с 8 ноября 1980 года, когда аппарат находился вблизи Сатурна. В случае необходимости эти двигатели предполагается использовать вместо комплекта двигателей ориентации (того же типа), которые с 2014 года проявляют признаки ухудшения работоспособности.

## Культурное влияние
Программа «Вояджер» оказала значительное влияние на массовую культуру и общественное восприятие космических исследований. Миссия с самого начала привлекала внимание СМИ. По мере приближения аппаратов к планетам-гигантам в новостях публиковались всё более детальные изображения Юпитера, Сатурна, а затем и ранее малоизученных Урана и Нептуна. По словам менеджера проекта Сьюзи Додд, в годы активных пролётов в Лаборатории реактивного движения ежедневно проводились пресс-конференции.
Миссия «Вояджер» оказала влияние на фильмы и телесериалы. В фильме «Звёздный путь» (1979), вышедшем через два года после запуска аппаратов, центральным элементом сюжета является космический объект «Ви’Джер» (V’Ger). Согласно фильму, «Ви’Джер» — это вымышленный аппарат «Вояджер-6», который на своём пути встретил цивилизацию разумных машин и обрёл самосознание. Подобно реальным аппаратам, «Ви’Джер» хранил записи о планетах, лунах, звёздах и галактиках. По утверждению Сьюзи Додд, именно «Звёздный путь» чаще всего упоминается в СМИ в связи с миссией «Вояджер».
В эпизоде «Маленькие зелёные человечки» сериала «Секретные материалы» (1994) агент Малдер рассказывает о запуске аппаратов в августе и сентябре 1977 года. Он упоминает золотую пластинку с посланием для внеземных цивилизаций, содержащим изображения, музыку и звуки Земли. Музыка с этой пластинки звучит в самом эпизоде.
Золотая пластинка «Вояджера» также стала самостоятельным культурным феноменом. Её изображение и символика используются в кино, на телевидении, а также в качестве элемента дизайна одежды. В 2017 году было организовано переиздание пластинки на виниле через краудфандинговую платформу Kickstarter. Кампания привлекла более 10 тысяч участников и собрала свыше 1,3 миллиона долларов.
Особое культурное значение приобрёл снимок Земли «Pale Blue Dot» (с англ. — «Бледно-голубая точка»), сделанный аппаратом «Вояджер-1» 14 февраля 1990 года. Фотография была сделана по инициативе астронома Карла Сагана и стала одним из последних изображений, переданных аппаратом перед отключением его камер для экономии энергии. На снимке Земля выглядит как крошечная точка в луче рассеянного солнечного света. Комментируя изображение, Саган подчёркивал его философское значение: «На этой точке все, кого вы любите, все, кого вы знаете, все, о ком вы когда-либо слышали, все люди, когда-либо существовавшие, прожили свои жизни […] на пылинке, подвешенной в солнечном луче».
По словам Сагана, это изображение является демонстрацией «тщеславия человека» и подчёркивает ответственность людей друг перед другом и необходимость беречь Землю. Снимок вдохновил его на написание книги «Голубая точка. Космическое будущее человечества» (1994). В свою очередь, книга повлияла на создателей короткометражного фильма «Wanderers» (2014) и телесериала «Пространство», посвящённых расселению человечества за пределами родной планеты.

## Память
В честь программы названа «Область Вояджера» на Плутоне (название утверждено МАС 7 сентября 2017 года).